# Zoé Lucie Betty de Rothschild
Zoé Lucie Betty de Rothschild, née le 25 février 1863 à Paris et morte le 16 août 1916 dans la même ville, joua un rôle dans la vie aristocratique et mondaine en France et en Belgique à la fin du XIXe siècle. Elle est aussi connue comme artiste-peintre et dessinatrice, sous le nom de Lucie Lambert.

## Biographie
Fille du baron Gustave de Rothschild (1829-1911) et de Cécile Anspach (1840-1912), elle épouse en 1882 à Paris le banquier Léon Lambert (1851-1919). De cette union naissent :
- Claude Lambert (Bruxelles, 19 décembre 1884 - Paris, 27 juin 1971), qui épouse en 1904 à Bruxelles Jean Stern (1875-1962) ;
- Henri Lambert (1887-1933), qui épouse en 1927 Johanna von Reininghaus (1899-1960) ;
- Betty Lambert (1894-1969), qui épouse en 1912 Rodolphe von Goldschmidt-Rothschild (1881-1962), puis en 1921 Johann von Bonstetten ;
- Renée Lambert (1899-1987), qui épouse en 1926 le baron Paul de Becker Remy (1897-1953).

## Œuvre
Zoé Lucie de Rothschild peint et dessine des portraits, notamment dans son entourage familial et dans les cercles culturels qu'elle fréquente ou anime.
- 1892 : Portrait de Hélène de Zuylen de Nyevelt de Haar, pastel sur toile, collection privée.
- 1900 : Portrait de monsieur Édouard Fétis, pastel sur papier, signé et daté, Musées royaux des beaux-arts de Belgique, Bruxelles.
- 1907 : Portrait de Reynaldo Hahn, pastel sur papier entoilé, Paris, Bibliothèque nationale de France, département des Arts du spectacle.
- 1911 : Portrait de Monseigneur Duchesne, pastel, signé et daté.

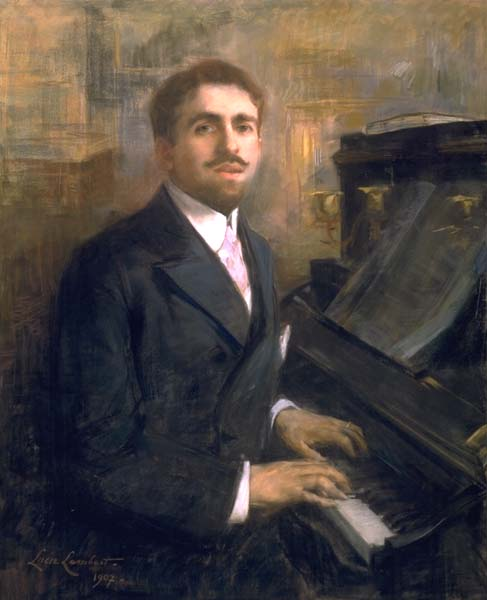
Reynaldo Hahn, par Lucie Lambert (1907).
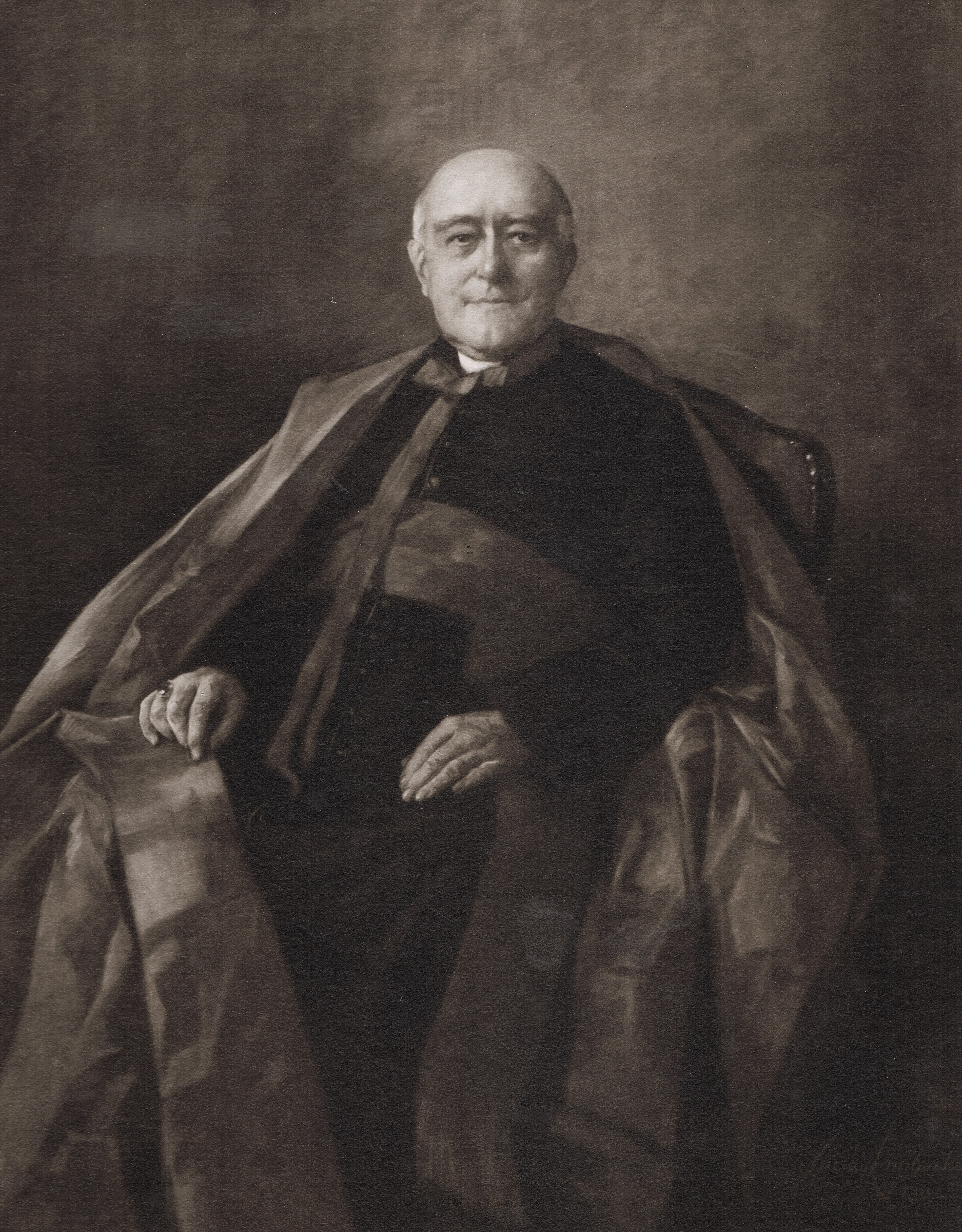
Pastel représentant Louis Duchesne, 1911.